# Gamma2 Caeli
Gamma2 Caeli (γ² Cae) – gwiazda podwójna w gwiazdozbiorze Rylca. Oddalona jest o około 321 lat świetlnych od Słońca.

## Charakterystyka
Główny składnik, Gamma2 Caeli A, to biało-żółty olbrzym należący do typu widmowego F (wcześniej był klasyfikowany jako podolbrzym lub nawet lub karzeł). Ma on obserwowaną wielkość gwiazdową równą 6,35m. Jest to także gwiazda zmienna typu Delta Scuti, jej jasność zmienia się w przedziale od +6,28 do +6,39m w przeciągu 3,25 doby. Druga gwiazda, Gamma2 Caeli B, ma jasność obserwowaną równą 9,65m i oddalona jest o 1 sekundę kątową od głównej gwiazdy.